# Troy Bolton
 (juin 2012).
Si vous disposez d'ouvrages ou d'articles de référence ou si vous connaissez des sites web de qualité traitant du thème abordé ici, merci de compléter l'article en donnant les références utiles à sa vérifiabilité et en les liant à la section « Notes et références ».
Troy Bolton est le personnage fictif principal de la trilogie de films musicaux américaine High School Musical. Il est interprété par Zac Efron. Ce dernier est doublé sur les chansons du premier film par Drew Seeley. 
Il est le capitaine très populaire de l'équipe de basket du lycée East High et devient dès le premier film le petit ami de l'autre héroïne de la saga, Gabriella Montez.

## Biographie fictive

### High School Musical: Premiers Pas sur scène
Troy Bolton est un lycéen d'East High. Il est aussi le capitaine de l'équipe de basket-ball du lycée, les Wildcats. Il l'est devenu dès sa première année au lycée, choisi en raison de sa force à rassembler les autres.
C'est un sportif populaire dans son lycée, et tout le monde compte sur lui, en tête son meilleur ami et co-capitaine de l'équipe Chad Danforth, pour qu'ils les mènent à la victoire lors de la finale du championnat. Il est aussi très ami avec Zeke Baylor et Jason Cross, également joueurs dans l'équipe de basket.
Il est le fils unique de Jack Bolton et de Lucille Bolton. Son père est d'ailleurs lui-même un ancien champion de basket d'East High et l'actuel coach des Wildcats. Cela met une pression supplémentaire à Troy qui doit exceller car son père veut le "meilleur" pour son fils, jusqu'à lui empêcher de réaliser toutes ses passions.
Il rencontre pour la première fois Gabriella Montez lorsqu'il est amené à chanter avec elle en duo pour un karaoké le soir de la Saint-Sylvestre dans un chalet d'une station de sports d'hiver. À la rentrée, il la retrouve dans sa classe car celle-ci vient d'emménager avec sa mère dans la ville. 
Par peur de ce que son père, ses amis, ses camarades de classe vont en penser, Troy demande à Gabriella de ne pas parler de leur expérience de chant. Ils hésitent beaucoup à participer à la comédie musicale organisée par le lycée sous la direction de leur professeure Madame Darbus. Finalement, ils auditionnent et sont sélectionnés pour le second tour. Cela n'est pas du goût de tout le monde, notamment des Wildcats qui veulent que Troy se concentre entièrement au match du championnat. Finalement, ces deniers l'encouragent à participer. Il décrochera avec Gabriella le premier rôle, au détriment de Ryan et Sharpay Evans. À noter que cette dernière est amoureuse de Troy.

### High School Musical 2
Pour se venger de Gabriella et avoir Troy pour elle toute seule, Sharpay Evans fait engager ce dernier dans le Country Club Lava Springs appartenant à ses parents. Cependant, il vient avec tous les Wildcast et Gabriella. Sharpay va alors tout faire pour éloigner Troy de ses amis et de Gabriella, en utilisant la richesse de ses parents pour lui obtenir tout ce qu'il désire, notamment une bourse à l'université d'Albuquerque. Elle veut chanter avec lui au concours des Jeunes Talents organisé comme chaque année par le club. 
Très vite, Gabriella et les Wildcast vont s'inquiéter du changement de comportement de Troy, ils le trouvent différent. 
Gabriella décide alors de quitter le club car elle ne se sent plus à l'aise et ne veut pas se rappeler cet été de cette manière.
Troy se rend ensuite compte de la manipulation de Sharpay et renoue le dialogue avec ses amis.
Il accepte finalement de chanter avec Sharpay à condition que les Wildcast y participent aussi. Mais quand il commence à chanter il voit que c'est Gabriella qui est revenue et qui chante avec lui.

### High School Musical 3: Nos années lycée
Troy exprime ses craintes pour son choix d'avenir, à l'approche de la fin de l'année scolaire.
Il hésite entre le basket et la scène. En effet, il peut aller à l'université d'Albuquerque, ce que désire notamment son père et Chad ou à Julliard. Madame Darbus a envoyé secrètement un dossier de candidature à son nom et les recruteurs ont été très impressionnés par ses performances scéniques. Il choisit le basket mais également la scène. Il fera sa rentrée à l'université de Californie à Berkeley où il est possible d'étudier les deux , à exactement 53km de celle qui fait vibrer son cœur, mademoiselle Gabriella Montez.

## Chansons interprétées

### High School Musical: Premiers Pas sur scène
- Start of Something New
- Get'cha Head in the Game
- What I've Been Looking For (Reprise)
- Breaking Free
- We’re All in This Together

### High School Musical 2
- What Time Is It?
- Work This Out
- You Are the Music in Me
- You Are the Music in Me (Reprise)
- Gotta Go My Own Way
- Bet on It
- Everyday
- All for One

### High School Musical 3: Nos années lycée
- Now or Never
- Right Here, Right Now (en)
- Can I Have This Dance?
- A Night to Remember (en)
- Just Wanna Be With You
- The Boys Are Back
- Scream
- Can I Have This Dance? (Reprise)
- Senior Year Spring Musical Medley
- We're All in This Together (Graduation Mix)
- High School Musical